# Забудкин, Пётр Андреевич
Пётр Андреевич Забудкин (25 июня 1884 — 21 января 1973) — советский общественный и партийный деятель, почётный гражданин Одессы.

## Биография
Пётр Забудкин родился 25 июня 1884 года в Одессе в многодетной рабочей семье. Получил образование в народной школе. Трудовую деятельность начал в 15 лет учеником слесаря в частной мастерской. В 17 лет пошёл работать учеником в Главных железнодорожных мастерских, похже сам стал слесарем. Параллельно учился на вечерних курсах по программе в объёме средней школы.
С 1901 года участвовал в революционной деятельности, посещал маевки, распространял прокламации. После восстания на броненосце «Потёмкин» в 1905 году принял участие в демонстрации во время похорон Григория Вакуленчука. Из-за участия в октябрьской политической стачке потерял работу.
В 1906 году Забудкина призвали на военную службу, распределили на Тихоокеанский флот, во Владивосток. Окончил военную школу минёров, служил на крейсере «Аскольд». Демобилизовавшись, вернулся в Одессу, работал слесарем, продолжал революционную деятельность. В 1917 году вступил в РСДРП(б). После Февральской революции стал председателем Совета железнодорожных рабочих, позже — председателем исполкома при управлении Одесской железной дороги. В 1923 году был ответственным секретарём Николаевского окружного комитета КП(б)У.
Всю последующую жизнь провёл на профсоюзной и партийной работах. В 1961 году в возрасте 76 лет вышел на пенсию.
30 октября 1967 года решением сессии Одесского городского совета персональному пенсионеру республиканского значения Петру Забудкину за активное участие в восстановлении и развитии народного хозяйства и воспитании молодёжи на боевых и трудовых традициях присвоено звание почетного гражданина города.
Умер Пётр Забудкин 21 января 1973 года, похоронен на Втором Христианском кладбище.